# Duque de Aveiro
Duque de Aveiro foi um título nobiliárquico português criado, de juro e herdade e com Honras de Parente, por D. João III em 1547 a favor de D. João de Lencastre, filho sucessor de D. Jorge de Lencastre, 2.º Duque de Coimbra e filho bastardo de D. João II. Não sendo renovado o título de Coimbra por D. João III, ficou assim em uso o de Aveiro nesta Casa com a varonia do Príncipe Perfeito. 

## História
Até 1640 era a Casa de Aveiro a segunda Casa Nobre do Reino, rivalizando em grandeza e riquezas apenas com a Casa de Bragança. Após a ascensão desta à Coroa tornou-se na primeira Casa Nobre de Portugal.  
Inicialmente vitalício, o título de Duque de Aveiro foi tornado de juro e herdade por Decreto de Filipe I de Portugal em 1598, aquando do casamento dos 3º e 4º Duques.
Em 1606 D. Filipe II de Portugal outorgou, em Portugal, aos Duques de Aveiro o tratamento oficial de Excelência, antes exclusivo dos Duques de Bragança (outorgado em 1579). O mesmo Rei, por Decreto de 26 de Setembro de 1619, elevou a Duque o título de Marquês de Torres Novas, título tradicional dos herdeiros do Ducado de Aveiro, honra similar apenas concedida anteriormente aos herdeiros do Ducado de Bragança, que desde 1562 usavam o título de Duque de Barcelos. 
O Ducado de Aveiro foi extinto em 1759 por Decreto de D. José I aquando do Processo dos Távoras, com a condenação por traição do 8º Duque, D. José de Mascarenhas e Lencastre.

## Duques de Aveiro

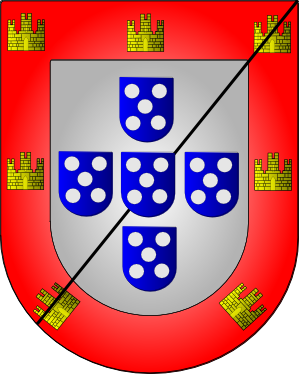
Armas dos Lencastres, titulares do Ducado de Aveiro: Escudo de Portugal, com um filete de bastardia em contrabanda.

### Titulares
1. D. João de Lencastre (1501 – 22 de Agosto de 1571)
2. D. Jorge de Lencastre (1548 – 4 de Agosto de 1578)
3. D. Juliana de Lencastre (1560–1636), casou com seu primo D. Álvaro de Lencastre; foram avós do Duque seguinte
4. D. Raimundo de Lencastre (1620 – 6 de Outubro de 1666), neto da Duquesa anterior
5. D. Pedro de Lencastre (1608 – 23 de Abril de 1673)
6. D. Maria de Lencastre (1630 – 7 de Fevereiro de 1715)
7. D. Gabriel de Lencastre (1667–1745)
8. D. José de Mascarenhas e Lencastre (2 de Outubro de 1708 – 13 de Janeiro de 1759)
9. D. Caetano de Jesus Maria José de Lourdes das Victórias de la Salette de Helf Sinfrónio Olimpío Teodato Luís Gonzaga Estanislau Kostka Pedro Francisco Xavier Henriques Pereira Faria Saldanha de Lancastre ( 26 de Julho de 1877 - 04 de Junho de 1960), Senhor do Paço das Alcáçovas, Conde das Alcáçovas, Conde de Cuba e Visconde do Torrão. Casado com Dona Maria Teresa de Saldanha Oliveira e Daun ( Rio-Maior). Com descendência de 14 filhos e direta paterna aos dias de hoje, conforme Carta de S.A.R. o Senhor D. Duarte Nuno, Duque de Bragança, de 15-8-1939, Sebenstein Schloss: "..conforme lhes parecer útil, prudente e oportuno fazer uso desses títulos que lhes pertencem legitimamente por juro e herdado do direito familiar português."

### Armas
Os Duques de Aveiro usavam as armas dos Lancastre: Escudo de Portugal, com um filete de bastardia em contrabanda. Estas armas derivam da sua varonia real, por via ilegítima.

## A extinção do título
O 8.º duque de Aveiro foi declarado apátrida por ordem régia e sentença judicial em 1759, deixando de ter, por isso, quaisquer direitos aos títulos que ostentava. O filho herdeiro do último duque (a quem o Marquês de Pombal proibiu que se casasse), D. Martinho Mascarenhas da Silva e Lencastre, 6.º marquês de Gouveia, deixou descendência, embora ilegítima, no antigo concelho de Azeitão. Seu pai, D. José de Mascarenhas da Silva e Lencastre, também deixou descendência ilegítima na cidade de Aveiro, mais precisamente na freguesia de Aradas.
As propriedades desta família ducal foram todas confiscadas pela Casa Real em 1760. Todos os seus edifícios e bens próprios foram destruídos, concedidos a outrem ou vendidos, depois de confiscados pelo Estado. As pedras de armas dos Aveiro foram mandadas picar e o chão dos seus palácios e quintas mandado salgar. O próprio nome oficial da cidade de Aveiro foi alterado para o de Nova Bragança (mais tarde voltando ao original). A única propriedade ainda demonstrativa do antigo poder desta família é o grande e sumptuoso Palácio dos Duques de Aveiro em Vila Nogueira de Azeitão, infelizmente em total abandono e estado avançado de degradação.
São actualmente representantes desta família Lancastre, dos duques de Aveiro, o Conde das Alcáçovas, que por carta de D. Duarte Nuno, duque de Bragança, de 15-8-1939, assim o conferiu a D. Caetano Henriques Pereira Faria Saldanha de Lancastre, 4º Conde das Alcáçovas, Par do Reino, Aposentador-mór da Casa Real, Oficial-mór da Casa Real, Vedor da Rainha D. Amélia, Pai de 14 Filhos e casado com D. Maria Teresa de Saldanha de Oliveira e Daun.
Fontes: 
1-Castro da Silva Canedo (Fernando de), A descendência Portuguesa de El-Rei D. João II - Castro da Silva Canedo (Fernando - 1945), Livraria Castro e Silva. 
2-Vasco de Lemos Mourisca, em Litoral, 11-3-1972; Arquivo. XI, pg. 61.
Nos precisos termos do estatuído na carta de doação ou instituição do Ducado de Aveiro, pertence ao Conde das Alcáçovas a representação da Casa e Ducado de Aveiro.
Assim o entendeu S. A. R. o Senhor D. Duarte Nuno, Duque de Bragança, que por carta de 15-8-1939 datada de Sebenstein Schloss e dirigida ao Sr. Conde das Alcáçovas, o autoriza a fazer uso do título de Duque de Aveiro reconhecendo-lhe e aos seus legítimos sucessores «o exclusivo direito à representação da Casa de Aveiro e ao uso dos títulos e mais prerrogativas inerentes à mesma nobre casa. Por consequência e porque julgo do máximo interesse para o país que se mantenham os direitos, e prorrogativas e usos das antigas famílias portuguesas, hei por bem – quanto está em minha mão – autorizar o actual Conde das Alcáçovas D. Caetano Henriques de Lancastre, a usar do título de Duque de Aveiro, assim como autorizo o seu primogénito , a usar o título de Duque de Tôrres-Novas, conforme lhes parecer útil, prudente e oportuno fazer uso desses títulos que lhes pertencem legitimamente por juro e herdado do direito familiar português.».
Fernando de Castro da Silva Canedo, A descendência portuguesa de El-Rei D. João II, Lisboa, Edições Gama, Limitada.Quem tem direito ao título de Duque de Aveiro, Vol. XI, pp. 51-61.

## Outros títulos associados
- Duque de Torres Novas
- Marquês de Torres Novas

Nota: o título espanhol de Duque de Aveyro, não deve ser confundido com a presente situação, uma vez que se trata de uma honra outorgada por Carlos II de Espanha a um cidadão espanhol D. Angel Carvajal, Capitão de Cavalaria do Exército Espanhol, Ajudante de Campo do Conde de Jordana, Ministro dos Negócios Estrangeiros de Espanha. Sendo o título concedido a um Estrangeiro por Monarca Espanhol, nada tem a ver com os títulos Nobiliários Portugueses.
Provas da História Genealógica da Casa Real, por D. António Caetano de Sousa, tomo VI, pág.3
História Genealógica da Casa Real Portuguesa, tomo XI, pág. 72 e 73

## Nome de Família
O nome de família dos Duques de Aveiro era Lencastre,  Lancastre ou "Alencastro" (vide genealogia dos Alencastros da Casa de Aveiro, Torre do Tombo) dada a ligação à rainha D. Filipa de Lencastre (Lancaster), filha de João de Gante, Duque de Lancaster. O chefe de casa usa actual e legitimamente Henriques de Lancastre.